# Стерилизация (микробиология)
 За други значения вижте Стерилизация.  
Стерилизацията (наричана също обеззаразяване) представлява унищожаване на микроорганизмите и техните спори.
Стерилизацията бива физична или химична:
- Физичната стерилизация се извършва с физични средства и може да е топла или студена.
  - Топлата стерилизация се осъществява чрез суха или влажна топлина. При първата се използва горещ въздух (изгаряне), а при втората – водни пари (кипене).
  - Студената стерилизация се осъществява с бактериални филтри и лъчения. Последните биват:
    - Нейонизиращи ултравиолетови лъчения – за стерилизиране на помещения.
    - Ултразвук – за стерилизиране на стоматологични инструменти.
    - Йонизиращи гама-лъчи – за стерилизация на лекарства.
- Химичната стерилизация се извършва с формалин или с параформалинови таблети, като самият процес се контролира чрез индикатори.